# Jeremias Skarberg
Jeremias Olofsson Skarberg var skarprättare i Göteborg åren 1731–1735. Han var son till bödeln Olof Ulv i Skara.
Vid sidan av skarprättaryrket reste Skarberg runt och försörjde sig som valackare. Han omnämns som skarprättare från Skara när flera av hans barn föds-och döps i Kinneveds socken.
Han efterträdde mästermannen Anders Christian Wessman sommaren 1731 som skarprättare i Göteborg. 
Han var bror till skarprättaren Aron Skarberg i  Gävleborgs län.